# Антон Гавел
Антон Гавел (Кошице, 24. октобар 1984) је бивши словачко-немачки кошаркаш. Играо је на позицијама плејмејкера и бека.

## Успеси

### Клупски
- Брозе Бамберг:
  - Првенство Немачке (4): 2009/10, 2010/11, 2011/12, 2012/13.
  - Куп Немачке (3): 2010, 2011, 2012.
  - Суперкуп Немачке (3): 2010, 2011, 2012.
- Бајерн Минхен:
  - Првенство Немачке (1): 2017/18.
  - Куп Немачке (1): 2018.

### Појединачни
- Најкориснији играч финала Бундеслиге Немачке (1): 2012/13.